# 瀬古村 (岐阜県海津郡)
瀬古村（せこむら）は、かつて岐阜県海津郡に存在した村である。
現在の海津市海津町瀬古に該当する。
当村発足時は海西郡の村であったが、郡の合併により海津郡の村となった。

## 歴史
- 1889年（明治22年）7月1日 - 町村制により、瀬古村発足。
- 1897年（明治30年）4月1日[1] - 郡制に基づき、下石津郡、海西郡と安八郡の一部が合併し、海津郡になる。当村は海津郡の村となる。
- 1897年（明治30年）4月1日 - 成戸村、松木村、神桐村、福一色村、鹿野村と合併し吉里村が発足。同日瀬古村廃止。